# Tris
Tris (també conegut com a THAM o trometamol), abreviació del compost orgànic denominat tris (hidroximetil) aminometà, amb fórmula (CH₂OH)₃CNH₂ és àmpliament utilitzat en bioquímica i biologia molecular, és un aminoalcohol biològicament inert de baixa toxicitat, que actua com amortidor o tampó del diòxid de carboni i àcids in vitro i in vivo. En bioquímica, el tris s'utilitza àmpliament com un component de les solucions tampó, com el TAE i el tampó TBE, especialment per a les solucions d'àcids nucleics. Es tracta d'una amina primària i, per tant, pot patir les reaccions que generalment s'associen a les amines típiques, per exemple, condensacions amb aldehids.
- El pKa disminueix aproximadament 0,03 unitats per cada grau Celsius d'augment de la temperatura.[3][4]
- Els elèctrodes de plata per mesurar el pH que contenen una sola juntura (per exemple, l'elèctrode de clorur de plata) són incompatibles amb el Tris (es forma un precipitat Ag-Tris que obstrueix l'elèctrode). Els elèctrodes d'unió doble són resistents a aquest problema, i els que no són de plata hi són completament immunes.
- Una forma comuna del tris és el tris-HCl, que és la sal de l'àcid. Quan aquest es troba a pH = pKa, el seu ió conjugat (OH- per Tris-HCl, H₃O+ per tris base) té una concentració equivalent a la de la sal. No obstant això, les masses moleculars són diferents i han de ser correctament ajustats per tal d'arribar a la força d'esmorteïment que s'esperaria.
- És un acceptor de protons amb una equivalència estequiomètrica d'un protó per molècula.
- Restaura ràpidament el pH després de problemes en la regulació de l'acidosi causats per la retenció de diòxid de carboni o l'acumulació d'àcid metabòlic, que tenen el potencial d'afectar negativament l'homeòstasi.
- In vivo, el tris suplementa la capacitat esmorteïdora del sistema de tampó hidrogencarbonat de la sang, acceptant protons, el que permet la regeneració de l'hidrogencarbonat i la disminució de la pressió parcial de diòxid de carboni a la sang arterial (PCO₂).[2]

- No pot actuar com a esmorteïdor de pH dins de la cèl·lula perquè és més probable que interaccioni amb els sistemes enzimàtics. Moltes d'aquestes interaccions estan encara per determinar i se les ha de diferenciar de l'efecte sobre el pH del propi tris.[5]

## Inhibició per tampó
El Tris inhibeix una sèrie d'enzims, i per tant, s'ha d'utilitzar amb cura en l'estudi de les proteïnes.

## Preparació
El Tris es prepara en dues passes, en la primera la condensació de formaldehid i nitrometà dona el producte intermedi (CH₂OH)₃CNO₂. La hidrogenació d'aquest últim dona tris (hidroximetil) aminometà.

## Ús
El rang d'amortiment d'utilitat per al tris (pH 7-9) coincideix amb el pH fisiològic de la majoria dels organismes vius. Això, i el seu baix cost, fan que sigui un dels tampons més comuns utilitzats en el laboratori de biologia / bioquímica.

### Ús químic i bioquímic
S'utilitza com a patró primari per estandarditzar les solucions d'àcid per anàlisi química.
Com que compostos similars al tris penetrarien a un ritme relativament lent dins les cèl·lules, emprar-los per modificar el pH intracel·lular podria ser molt útil en el treball experimental per tal d'alterar l'activitat d'enzims específics (que tenen una major activitat dins un interval concret de pH) in vivo.
No obstant això, aquests compostos no serien realment efectius, principalment a causa de la inestabilitat de la majoria de compostos orgànics amb propietats amortidores en condicions fisiològiques. En canvi, el tris és una eina útil per als fisiòlegs i farmacòlegs que volen estudiar els efectes de les alteracions de l'equilibri àcid-base perquè és molt més estable que altres compostos similars.

### Ús mèdic
El tris (generalment conegut com a THAM, en aquest context) s'utilitza com a alternativa a l'hidrogencarbonat de sodi en el tractament de l'acidosi metabòlica.
El tris es distribueix ràpidament a través de l'espai extracel·lular, i, amb més lentitud, a l'espai intracel·lular (excepte en eritròcits i hepatòcits). S'excreta pel ronyó en la seva forma protonada. A diferència de l'hidrogencarbonat, que requereix un sistema obert per al diòxid de carboni per exercir el seu efecte amortidor, el tris és efectiu en un sistema tancat o semi tancat, i manté la seva capacitat esmorteïdora fins i tot quan el pacient al que li és administrat es troba en estat d'hipotèrmia.
Si el tris és administrat a pH altament bàsic (10.4 o més) en una vena perifèrica o umbilical, pot provocar irritació tissular i/o trombosi venosa. Si en lloc d'això s'administra acetat de tris 0,3 M (mol/L) a pH 8,6, aquest es tolera bé i no causa irritació ni trombosi en els teixits circumdants. En dosis excessives, el tris pot induir depressió respiratòria (la resposta corporal normal a una disminució excessiva de la pCO₂) i hipoglucèmia, cosa que requereix ventilació assistida i administració de glucosa.
En el tractament de l'acidosi, la dosi requerida es pot estimar de la manera següent: 
[ml requerits de tris 0,3M] = pes corporal (kg) x dèficit de base (mM). La dosi màxima diària és de 15 mg/kg per a un adult (3.5 litres de TRIS 0,3 M en un pacient de 70 kg).
Quan s'esdevé un cas d'acidosi severa i hipercàpnia (pressió parcial de CO₂ a la sang arterial per sobre de 46 mmHg) en el qual es veuen superats els mecanismes homeostàtics de regulació del pH sanguini (pH <o = 7,20), l'ús de tris dins d'una "finestra terapèutica" pot resultar eficaç. Permet restaurar el pH del medi intern, fent així que els sistemes tampó de l'organisme (com el tampó hidrogencarbonat) puguin recuperar la seva funció habitual. En el tractament de la insuficiència respiratòria, el tris s'ha utilitzat en combinació amb la hipotèrmia per controlar la hipercàpnia. També és indicat per a la diabetis o la insuficiència renal associades a acidosi, la intoxicació per barbitúrics, i l'augment de la pressió intracranial a causa d'un traumatisme cranial. El tris també s'utilitza en solucions de cardioplegia (detenció intencionada del cor en diàstole, generalment per a la seva cirurgia), durant el trasplantament hepàtic i de quimiòlisi de càlculs renals.
És un agent que, en el seu estat ionitzat (protonat), actua sobre el ronyó com un catió no reabsorbible. Donat que, dins el rang normal del pH sanguini es troba ionitzat aproximadament en un 70%, roman majoritàriament en el líquid extracel·lular (la membrana plasmàtica és impermeable o quasi impermeable a la majoria dels ions, inclòs el tris) i s'excreta ràpidament amb l'orina si el ronyó és funcional.
La fracció de tris que penetra a les cèl·lules es troba ionitzat en un 90%. No pot actuar com a amortidor de pH dins de la cèl·lula perquè és més probable que interaccioni amb els sistemes enzimàtics.
És un dels components del vaccí per a la COVID-19 de Moderna i en la de menors de 5 a 11 de Pfizer.

## Efectes en la salut i primers auxilis
La seva inhalació causa irritació en el tracte respiratori. Els símptomes que poden aparèixer són tos i dificultat per respirar. És aconsellable en aquests casos respirar aire lliure. Si la persona deixa de respirar, se li ha d'administrar respiració artificial. Quan la respiració sigui dificultosa, se li ha de donar oxigen.
La ingesta pot provocar irritació bucoesofègica i que les membranes mucoses de la boca, l'esòfag i el tracte gastrointestinal es tornin de color vermellós. Els símptomes principals són vòmit, diarrea i nàusees. Si la dosi ingerida és molt gran pot arribar a causar debilitat, col·lapse o sagnat. La dosi letal s'estima en 50 mg. Un primer ajut per a una persona que ha ingerit el compost és induir-li el vòmit amb alguna substància emètica.
La pell s'irrita en contacte amb aquest compost. Es pot patir envermelliment, dolor i picor a la pell. Una exposició continuada a la pell podria suposar una dermatitis crònica. Per això, cal netejar durant 15 minuts la pell amb aigua i sabó en el moment en què s'hi entra en contacte, treure's la roba contaminada i rentar-la abans de tornar-la a utilitzar.
Si els ulls hi entren en contacte, provoca envermelliment, dolor i irritació. Cal mullar-los amb aigua durant 15 minuts aixecant les parpelles superiors i inferiors cada cert temps. En tot cas, cal avisar a personal mèdic qualificat.